# Nexos
Nexos é uma revista cultural e política que tem sua sede na Cidade do México, México.

## História e perfil
Foi criada em 1978 por um coletivo de intelectuais liderado por Héctor Aguilar Camín, que se inspirou no modelo da New York Review of Books. A revista tem contado com a participação de diversos intelectuais de renome, como José Woldenberg e Wendy Guerra, ao longo de sua história.
A revista se identifica com uma visão política socialista e se destaca como uma voz da esquerda cultural e literária do país. Ela defendeu ações militantes em favor da justiça social e da igualdade para os setores mais pobres na década de 1980. Porém, desde a ascensão ao poder do governo de esquerda de Andrés Manuel López Obrador em 2018 no México, o diretor da Nexos, Héctor Aguilar Camín, tem feito um chamado para uma aliança cidadã contra López Obrador.